# Chalk Marks
Chalk Marks es una película dramática muda estadounidense de 1924 dirigida por John G. Adolfi y protagonizada por Marguerite Snow y June Elvidge. Fue distribuida por Producers Distributing Corporation.

## Sinopsis
Herbert Thompson, en su juventud, decide casarse con Ann Morton, de una familia influyente y adinerada, con la esperanza de mejorar su posición social, abandonando así a Angelina Kilboure, quien sí lo amaba sinceramente. Con el paso del tiempo, Herbert llega a ser fiscal del distrito y tiene dos hijos, Bert y Virginia. Una noche, Bert se ve involucrado en una pelea en un local poco respetable al intentar proteger a su hermana y mata a un hombre. Angelina convence a Herbert de dejar su cargo para defender a su hijo en el juicio. Aunque logra salvarlo, las consecuencias del juicio no son las que esperaban.

## Reparto
- Marguerite Snow como Angelina Kilbourne
- Ramsey Wallace como Herbert Thompson
- June Elvidge como Ann Morton
- Lydia Knott como Mrs. Mary Kilbourne
- Rex Lease como Bert Thompson
- Helen Ferguson como Virginia Thompson
- Priscilla Bonner como Betty Towner
- Harold Holland como Red Doran
- Verna Mersereau como Josie Jennings
- Fred Church como- el desconocido
- Lee Willard como invitado del hotel

## Preservación
Dado que no hay copias de Chalk Marks en ningún archivo cinematográfico, se trata de una película perdida.